# Mitko Cenow
Mitko Cenow (ur. 13 czerwca 1993) – bułgarski lekkoatleta specjalizujący się w biegach długich.
W 2011 bez sukcesów startował w mistrzostw świata w biegach przełajowych, mistrzostwach Europy juniorów oraz mistrzostwach Europy w biegach przełajowych. W tym samym sezonie zdobył brązowy medal w biegu na 3000 metrów z przeszkodami podczas mistrzostw Bałkanów. Srebrny medalista mistrzostw Bałkanów z 2012, uczestnik mistrzostw świata juniorów z Barcelony oraz wicemistrz Europy juniorów w biegach przełajowych. Na początku 2013 zdobył srebro halowych mistrzostw krajów bałkańskich w biegu na 3000 metrów. W tym samym roku sięgnął po srebrny medal w biegu młodzieżowców podczas europejskich mistrzostw w biegach przełajowych. W 2015 zdobył złoto młodzieżowych mistrzostw Europy w biegu na 3000 metrów z przeszkodami. Rok później startował w tej samej konkurencji podczas rozgrywanych w Amsterdamie mistrzostw Europy, jednakże odpadł w eliminacjach.
Medalista mistrzostw Bułgarii, reprezentant kraju w drużynowych mistrzostwach Europy. 
Rekordy życiowe: bieg na 1500 metrów – 3:42,34 (19 lipca 2014, Stara Zagora); bieg na 3000 metrów z przeszkodami – 8:20,87 (12 czerwca 2014, Huelva).